# Таранов, Андрей Михайлович
Таранов, Андрей Михайлович (родился 27 июня 1955 года в городе Кинешма Ивановской области) — директор Федерального фонда обязательного медицинского страхования (ФФОМС), член-корреспондент Российской академии медицинских наук в 1998—2006 годах, доктор медицинских наук, профессор, заведующий кафедрой медицинского страхования Московской медицинской академии. 17 ноября 2006 года был арестован по подозрению во взяточничестве и нецелевом использовании бюджетных средств, 30 июля 2009 года судом присяжных признан виновным в неоднократном получении взяток.

## Биография
Андрей Михайлович Таранов родился 27 июня 1955 года в городе Кинешма Ивановской области. В 1978 году окончил Ивановский государственный медицинский институт по специальности «лечебное дело». После института работал врачом в системе 4-го главного управления при Министерстве здравоохранения СССР. Затем Таранов перешёл на работу в Главное медицинское управление при президиуме Академии наук СССР, занимался неотложной кардиологией. В 1994—1998 годах он занимал должность заместителя генерального директора страховой компании ЗАО МСК «МАКС-М». С 1 августа 1998 был назначен директором Федерального фонда обязательного медицинского страхования (ФФОМС). В сентябре 2004 года был избран профессорско-преподавательский состав новообразованной кафедры медицинского страхования Московской медицинской академии. Андрей Таранов вошёл в этот состав и был избран заведующим кафедрой.
17 ноября 2006 года был арестован по подозрению во взяточничестве и нецелевом использовании бюджетных средств. 30 июля 2009 года судом присяжных признан виновным в неоднократном получении взяток (в частности, от Центра внедрения «Протек», одного из крупнейшего в России дистрибутора лекарственных препаратов) Представитель государственного обвинения 3 августа 2009 года попросил суд приговорить Андрея Таранова к восьми годам колонии и штрафу в размере 1 млн руб. 12 августа 2009 года Мосгорсуд приговорил Таранова к семи годам заключения.